# Maryam Mursal
Maryam Mursal (tiếng Somalia: Maryaam Muursaal, tiếng Ả Rập: مريم مرسل) (sinh ngày 1 tháng 1 năm 1950) là một nhà soạn nhạc và ca sĩ người Somalia.

## Tiểu sử
Mursal lớn lên ở Somalia trong một gia đình Hồi giáo có bốn cô con gái. Khi còn là một thiếu niên, cô đã phá vỡ truyền thống và bắt đầu hát chuyên nghiệp ở Mogadishu. Cô đã biểu diễn trong các câu lạc bộ đêm và thương hiệu âm nhạc của mình, với sự pha trộn của nhạc blues, soul, Somali và Ả Rập, và được gọi là nhạc jazz Somali, trở nên phổ biến trên toàn quốc. Biểu diễn chủ yếu là độc tấu, cô cũng hợp tác với Waaberi, một đoàn nhạc và khiêu vũ gồm 300 thành viên liên kết với Nhà hát Quốc gia Somalia. Sau đó, sau khi chỉ trích chính phủ quân sự cầm quyền của Somalia, cô đã bị cấm hát trong hai năm và kiếm sống bằng nghề lái taxi.
Trong cuộc nội chiến sau đó ở quê nhà, Mursal và năm đứa con của cô chuyển đến Djibouti lân cận, nơi cô tìm thấy nơi tị nạn trong đại sứ quán Đan Mạch. Đó là cuộc phiêu lưu này đã cung cấp đá quý của solo của cô thu âm The Journey, với guitar, sequencers và giọng hát back-up từ Peter Gabriel.
Mursal vẫn sống ở nước ngoài, hiện đang cư trú tại Vương quốc Anh. Cô đã đi lưu diễn châu Âu cùng với Waaberi và xuất hiện cùng Nina Simone. Tác phẩm của cô đã được sản xuất bởi hãng thu âm Real World của Peter Gabriel.

## Danh sách đĩa hát
- Album Bình minh mới
- Album Hành trình
- indho caashaq (đôi mắt tình yêu)

```
Bài hát đầu tiên năm 1964
```

## Câu nói
- "Âm nhạc truyền thống rất quan trọng đối với tôi nhưng tôi cũng đã nghe những người như Ray Charles, The Beatles, tất cả mọi thứ."
- "Chúng tôi là những nghệ sĩ chịu trách nhiệm nếu có điều gì đó sai trái xảy ra trong xã hội của chúng tôi. Điều rất quan trọng đối với chúng tôi là lên tiếng, mặc dù chúng tôi có thể phải làm điều đó với một lưỡi kép. Chúng ta phải lên tiếng vì người dân của mình. "
- "Tôi luôn là người phụ nữ đầu tiên. Tôi là người phụ nữ đầu tiên hát nhạc jazz Somalia, tôi là ngôi sao đầu tiên và tôi là người đầu tiên lái taxi! Tôi là người đầu tiên lái xe tải và bây giờ tôi là người phụ nữ đầu tiên từ Somalia có thành tích quốc tế. " [1]